# Max Hofmann (General)
Max Paul Otto Hofmann (* 9. März 1854 in Meiningen; † 28. November 1918 in Osnabrück) war ein preußischer General der Infanterie im Ersten Weltkrieg.

## Leben
Hofmann trat am 21. März 1874 als Fahnenjunker in das Hessische Füsilier-Regiment Nr. 80 der Preußischen Armee in Wiesbaden ein. Dort wurde er am 12. November 1874 zum Fähnrich ernannt sowie am 12. Oktober 1875 zum Sekondeleutnant befördert. Als solcher war Hofmann von April 1880 bis Ende März 1884 Adjutant des II. Bataillons und stieg anschließend zum Regimentsadjutanten auf. Am 12. Juni 1886 wurde er Premierleutnant und schied kurze Zeit später aus seiner Position. Seit dem 24. April 1890 war er als Adjutant in die 5. Infanterie-Brigade in Stettin versetzt und dort am 14. Oktober 1890 zum Hauptmann befördert worden. À la suite des Danziger Infanterie-Regiments Nr. 128 war er dort mit Patent vom 12. Oktober 1895. Zeitgleich mit seiner Beförderung zum Major wurde er am 10. September 1897 in das Infanterie-Regiment „Herzog Friedrich Wilhelm von Braunschweig“ (Ostfriesisches) Nr. 78 nach Osnabrück versetzt und am 25. März 1899 zum Kommandeur des in Aurich stationierten III. Bataillons ernannt. Von dieser Stellung wurde er zum 1. Februar 1904 entbunden und rückte in den Regimentsstab auf, wo er am 10. März 1904 zum  Oberstleutnant befördert wurde. Am 13. September 1906 erhielt Hofmann unter gleichzeitiger Beförderung zum Oberst das Kommando über das in Mülhausen stationierte 4. Badische Infanterie-Regiment „Prinz Wilhelm“ Nr. 112. Nach knapp vier Jahren beauftragte man ihn mit der Vertretung des beurlaubten Kommandeurs der 82. Infanterie-Brigade und übertrug ihm am 10. September 1910 mit der Beförderung zum Generalmajor das Kommando über diese Brigade.
Mit der Beförderung zum Generalleutnant am 22. März 1913 wurde Hofmann zum Kommandeur der 19. Division ernannt. Bei Ausbruch des Ersten Weltkriegs rückte Hofmann mit seinem Großverband in das neutrale Belgien ein, beteiligte sich an der Eroberung von Lüttich und kämpfte in der Schlacht an der Sambre bei Namur und Châtelet. Anschließend überschritt er mit seinen Truppen die belgisch-französische Grenze. Während der Schlacht bei St. Quentin konnte er die auf den Höhen von Mont d´Origny stehenden Gegner schlagen. Nach Kämpfen am Petit Morin erhielt Hofmann den Rückzugsbefehl und trat an der Aisne in den Stellungskrieg.
Im April 1915 verlegte man Hofmann mit seiner Division nach Galizien an die Ostfront. Hier beteiligte sie sich bei der 11. Armee an der Schlacht von Gorlice-Tarnów, überschritt in der Folgezeit den San und rückte kämpfend bis Jaroslau vor. Im Juni 1915 kämpfte die Division bei Lubaczow und Lemberg. Mitte Juli 1915 konnten bei Krasnostaw die russischen Linien durchbrochen werden, bevor Hofmann am 20. Juli 1915 das Kommando abgab. Er wurde anschließend zum Vertreter des erkrankten Kommandierenden Generals des Beskidenkorps bei der Bugarmee ernannt. Dieses stand bei Wojslawice in Kämpfen und konnte sich in der Folgezeit auch in den Schlachten von Cholm, Ucherka und bei Wlodawa siegreich gegen die zaristische Armee behaupten. Hofmann erhielt dann den Auftrag, mit seinem Korps Brest-Litowsk zu erobern. Nach dem Fall der Brester Festung verlieh ihm Wilhelm II. für diesen Sieg am 28. August 1915 die höchste preußische Tapferkeitsauszeichnung, den Orden Pour le Mérite. Das Korps verfolgte den Gegner noch durch die Pripjetsümpfe auf Kobryn zu, kämpfte bei Bereza Kartuska und trat dann zur Armeeabteilung Woyrsch über. Hier machte es die Schlacht bei Slonim mit und ging anschließend zwischen oberer Schtschara und Serwetsch in den Stellungskrieg über. Am 8. Oktober 1915 wurde Hofmann zum Führer des Beskidenkorps ernannt und verblieb die kommenden eineinhalb Jahre in diesem ruhigen Frontabschnitt. Mitte Juli 1917 kam Hofmann mit seinem Generalkommando wieder nach Galizien in den Abschnitt Zloczow und nahm hier an der Durchbruchsschlacht in Ostgalizien teil. Daran schloss sich Kämpfe bei der Südarmee zwischen Zbrucz und Sereth bei Hussjatyn an.
Ende Oktober 1917 wurde sein Generalkommando an die Westfront verlegt und bei der Armeeabteilung C zwischen Maas und Mosel eingesetzt. Hier wurde der Großverband am 1. Januar 1918 in XXXVIII. Reserve-Korps umbenannt und Hofmann mit der Beförderung zum General der Infanterie am 27. Januar 1918 zum Kommandierenden General ernannt. Ab Mitte Mai 1918 kam das Korps bei der 18. Armee an der Avre zum Einsatz und kämpfte ab 9. Juni 1918 in der Schlacht bei Noyon. Dabei gelang es ihm, die nördliche Hügelkette von Ribécourt einzunehmen und französische Rückeroberungsversuche abzuschlagen. Dafür erhielt Hofmann durch A.K.O. vom 5. Juli 1918 das Eichenlaub zum Pour le Mérite.
Gesundheitsbedingt trat Hofmann am 10. August 1918 einen Erholungsurlaub an und kehrte nicht mehr zu seiner Truppe zurück. Er wurde daraufhin am 15. September 1918 zu den Offizieren von der Armee versetzt und starb nach dem Waffenstillstand unerwartet in Osnabrück. 
Er wurde auf dem heute denkmalgeschützten Hasefriedhof in Osnabrück bestattet. Grab und Grabstein sind erhalten.

## Auszeichnungen
- Roter Adlerorden II. Klasse mit Eichenlaub[3]
- Kronenorden II. Klasse mit Stern[3]
- Preußisches Dienstauszeichnungskreuz[3]
- Kommandeur I. Klasse des Ordens vom Zähringer Löwen[3]
- Ehrenkreuz des Lippischen Hausordens III. Klasse[3]
- Orden vom Doppelten Drachen III. Grad, I. Klasse[3]
- Eisernes Kreuz (1914) II. und I. Klasse